# Mata de Agua
Mata de Agua är en ort i Mexiko.   Den ligger i kommunen Camarón de Tejeda och delstaten Veracruz, i den sydöstra delen av landet, 280 km öster om huvudstaden Mexico City. Mata de Agua ligger 181 meter över havet och antalet invånare är 429.
Terrängen runt Mata de Agua är lite kuperad, och sluttar brant österut. Runt Mata de Agua är det ganska glesbefolkat, med 40 invånare per kvadratkilometer. Närmaste större samhälle är Soledad de Doblado, 8,6 km öster om Mata de Agua. Omgivningarna runt Mata de Agua är en mosaik av jordbruksmark och naturlig växtlighet.